# Hermann Hunger
Hermann Hunger (nacido en 1942) es un asiriólogo austriaco y profesor de asirilogía en la Universidad de Viena de donde se retiró en 2007. Ha sido reconocido como una autoridad líder en astronomía babilónica y presagios celestiales.
Hunger tradujo una tableta cuneiforme de los diarios astronómicos de Babilonia que describe la aparición del cometa Halley en 163 a. C.

## Educación
Hunger estudió estudios orientales en la Universidad de Viena tras licenciarse en 1960. En 1963/64 estudió asiriología y árabe en la Universidad de Heidelberg y de 1964 a 1966 en la Universidad de Münster, donde se doctoró en asiriología y filología semítica en 1966 bajo la supervisión de Wolfram von Soden.

## Publicaciones
- Mul.Apin, 1989. Astral Sciences in Mesopotamia (Handbook of Oriental Studies/Handbuch Der Orientalistik), 1999 (con David Pingree).
- Astronomical Diaries And Related Texts From Babylonia, 2006.[4]